# Julius Asal
Julius Friedrich Asal (* 12. Februar 1997 in Bad Homburg vor der Höhe) ist ein deutscher Pianist.

## Leben
Der Sohn einer Pianistin und eines Klarinettisten wuchs in Oberursel (Taunus) auf und begann im Alter von drei Jahren mit dem Klavierspiel, indem er Gehörtes autodidaktisch am Instrument nachspielte. Den ersten Unterricht erhielt er mit acht Jahren von Sibylle Cada in Frankfurt am Main. Im Jahre 2006 gewann Asal den 1. Preis und Sonderpreis beim Mendelssohn-Wettbewerb für junge Pianisten und Streicher.
Von 2007 bis 2013 wurde er von Wolfgang Hess an Dr. Hoch’s Konservatorium unterrichtet. In den Jahren 2008 und 2010 gewann er den Dr. Annemarie Schlüter-Wettbewerb, 2009 erhielt er den 1. Preis beim Klavierwettbewerb Goldene Taste. Asal wurde 2013 Jungstudent von Oliver Kern an der Hochschule für Musik und Darstellende Kunst Frankfurt am Main und gewann den Lions Musikpreis. Er wurde 2015 mit dem Steinway Preis ausgezeichnet und als Vertreter seiner Hochschule für den Deutschen Hochschulwettbewerb nominiert, aus dem er als Finalist hervorging. Im selben Jahr absolvierte er sein Abitur mit den Schwerpunkten Deutsch und Französisch.
Ab 2017 setzte Asal seine pianistische Ausbildung bei Eldar Nebolsin an der Hochschule für Musik Hanns Eisler Berlin fort. Er war 2017 Finalist des Internationalen Klavierwettbewerbs Ferruccio Busoni in Bozen und gewann eine Woche darauf den 1. Preis der European Auditions der Young Concert Artists. 2019 erhielt er beim Wettbewerb Ton und Erklärung im SWR-Studio Kaiserslautern einen Sonderpreis und erspielte sich im August des Jahres die Silbermedaille beim Internationalen Klavierwettbewerb Palma d'Oro in Italien.
Julius Asal war Solist u. a. der Deutschen Radio Philharmonie, des Brandenburgischen Staatsorchesters, des St. Andrew Symphony Orchestra und des Kammerorchesters Frankfurter Solisten. Sein Weg führte ihn darüber hinaus zu internationalen Musikfestspielen wie dem Rheingau Musik Festival, den Festspielen Mecklenburg-Vorpommern, dem Schleswig-Holstein Musik Festival, dem Oxford Piano Festival, den Sommets Musicaux de Gstaad und den Weilburger Schlosskonzerten. Er trat in Konzerthäusern wie der Wigmore Hall London, der Laeiszhalle Hamburg, der Alten Oper Frankfurt, der Merkin Concert Hall New York, dem Wiener Musikverein, dem Auditorio Manuel de Falla Granada, dem Sendesaal des Hessischen Rundfunks und dem Beethovenhaus Bonn auf. Im November 2019 spielte er vor dem ehemaligen Bundespräsidenten Joachim Gauck in Berlin.
Neben seiner Konzerttätigkeit fokussiert sich der Pianist auf Gesprächskonzerte und Lesungen. Er gestaltete Programme wie „Robert Schumann – Über Innigkeit und Ambivalenz“ und „Büchner trifft Ravel – Lenz und der Gaspard de la nuit“. Im Auftrag des Hessischen Kultusministeriums hielt er einen Vortrag mit dem Thema „Bildungszugang durch Improvisation – Musikalische Neuorientierung als Lebensphilosophie“.
Künstlerisch bereichert wurde Asal durch Begegnungen mit Musikern wie Gidon Kremer, Christoph Eschenbach, Richard Goode, Menahem Pressler, Tabea Zimmermann, Marios Papadopoulos und Boris Berezovsky. Seit 2021 studiert Julius Asal an der Kronberg Academy bei Sir András Schiff.
Julius Asal gründete 2012 das Arcon Trio, mit dem er 2015 den Förderpreis der Polytechnischen Gesellschaft erhielt. 2018 errang das Ensemble den 2. Preis beim Internationalen Johannes Brahms-Wettbewerb und bekam darüber hinaus zwei Sonderpreise verliehen, die Debütkonzerte im Wiener Musikverein und in Polen ermöglichten. Die Zusammenarbeit mit diversen zeitgenössischen Komponisten führte u. a. 2019 zur Uraufführung der „Toccata“ von Holmer Becker, sowie 2022 zur Uraufführung von Jiří Bezděks Drittem Klaviertrio im Rahmen des Bodenseefestivals.
Am 8. April 2022 erschien beim spanischen Label IBS Classical Asals Debüt-CD mit Werken von Sergei Prokofiev, für das der Pianist selbst mitunter sechs eigene Klaviertranskriptionen aus dem Ballett Romeo und Julia schrieb. Von rbbKultur und Klassik Heute wurde die CD zum Album der Woche, vom Magazin Stereoplay zum Album des Monats ernannt. Das spanische Melómano Magazin würdigte die Einspielung mit seiner höchsten Auszeichnung „Melómano de Oro“. Am 6. Juli 2022 wurde das Album für den Preis der deutschen Schallplattenkritik nominiert.
2023 unterzeichnete Julius Asal einen Exklusivvertrag beim Traditionslabel Deutsche Grammophon. Sein Debütalbum für die Deutsche Grammophon widmet er 2024 SCRIABIN · SCARLATTI.
Asal lebt in Berlin und hat einen jüngeren Bruder, der Schlagzeuger ist. Er ist Enkel der deutsch-britischen Schlagersängerin Cindy Ellis.